# Phthiracarus nitidus
Phthiracarus nitidus är en kvalsterart som beskrevs av Wojciech Niedbała 1986. Phthiracarus nitidus ingår i släktet Phthiracarus och familjen Phthiracaridae. Inga underarter finns listade i Catalogue of Life.